# Região Geográfica Imediata de Quixadá
A Região Geográfica Imediata de Quixadá é uma das dezoito regiões imediatas do estado brasileiro do Ceará, uma das três regiões imediatas que compõem a Região Geográfica Intermediária de Quixadá e uma das 509 regiões imediatas no Brasil, criadas pelo IBGE em 2017.
É composta por onze municípios, sendo que o mais populoso é Quixadá.

## Municípios
- Banabuiú
- Choró
- Deputado Irapuan Pinheiro
- Ibaretama
- Ibicuitinga
- Milhã
- Pedra Branca
- Quixadá
- Quixeramobim
- Senador Pompeu
- Solonópole